# Podari (gmina)
Podari – gmina w Rumunii, w okręgu Dolj. Obejmuje miejscowości Balta Verde, Braniște, Gura Văii, Livezi oraz Podari. W 2011 roku liczyła 6909 mieszkańców.